# خدمة الصحة العامة بالولايات المتحدة
خدمة الصحة العامة بالولايات المتحدة ( USPHS ) هي قسم تابع لوزارة الصحة والخدمات الإنسانية بالولايات المتحدة يهتم بالصحة العامة . يحتوي على ثمانية أقسام من أصل أحد عشر دائرة تشغيلية في القسم. يشرف مساعد وزير الصحة (ASH) على النظام. إن الهيئة المكلفة بتكليف خدمة الصحة العامة (PHSCC) هي الخدمة النظامية الفيدرالية لـنظام الصحة العامة بالولايات المتحدة، وهي واحدة من الخدمات الثماني النظامية للولايات المتحدة .
يمكن إرجاع أصوله إلى إنشاء نظام للمستشفيات البحرية في عام 1798. في عام 1870 تم دمجها في خدمة المستشفى البحري، وتم إنشاء منصب الجراح العام . في عام 1889 ، تم إنشاء الهيئة . مع نمو نطاق النظام، تم تغيير اسمه إلى خدمة الصحة العامة في عام 1912. قام قانون خدمة الصحة العامة لعام 1944 بتجميع ومراجعة القوانين السابقة وهو الأساس القانوني الحالي لنظام الصحة العامة. أصبحت جزءًا من وكالة الأمن الفيدرالية، وبعد ذلك وزارة الصحة والتعليم والرعاية الاجتماعية ، التي أصبحت وزارة الصحة والخدمات الإنسانية في 4 مايو 1980.

## تنظيم
تم تعيين ثمانية من أصل أحد عشر إدارة تشغيلية تابعة لوزارة الصحة والخدمات الإنسانية كجزء من خدمة الصحة العامة: 
- المعاهد الوطنية للصحة
- مراكز السيطرة على الأمراض والوقاية منها
- خدمة الصحة الهندية
- إدارة الغذاء والدواء
- وكالة المواد السامة وسجل الأمراض
- إدارة الموارد والخدمات الصحية
- وكالة أبحاث الرعاية الصحية والجودة
- إدارة خدمات تعاطي المخدرات والصحة النفسية

تم تعيين الأقسام الثلاثة الأخرى وكالات خدمات بشرية وليست جزءًا من خدمة الصحة العامة. هذه هي مراكز الرعاية الطبية والخدمات الطبية ، وإدارة الأطفال والعائلات، وإدارة الحياة المجتمعية .  
مساعد وزير الصحة هو المسؤول الأول عن خدمة الصحة العامة. يحتوي مكتب مساعد وزير الصحة على الوكالات الأساسية التالية:
- المكتب الوطني لبرنامج اللقاحات (NVPO)
- مكتب صحة المراهقين (OAH)
- مكتب الوقاية من الأمراض وتعزيز الصحة (ODPHP)
- مكتب فيروس نقص المناعة البشرية / الإيدز وسياسة الأمراض المعدية (OHAIDP)
- مكتب حماية البحوث البشرية (OHRP)
- مكتب صحة الأقليات (OMH)
- مكتب شؤون السكان (OPA)
- مكتب نزاهة البحث (ORI)
- مكتب الجراح العام (OSG)
- هيئة تكليف خدمة الصحة العامة
- مكتب صحة المرأة (OWH)
- مجلس الرئيس للرياضة واللياقة والتغذية (PCSFN)

## روابط خارجية
- مكتب مساعد وزير الصحة
- خدمة الصحة العامة في السجل الاتحادي
- مكتب الجراح العام
- مكتب مؤرخ خدمة الصحة العامة (جزء من المعاهد الوطنية للصحة
- تاريخ PHS والزي الرسمي للمرأة في الحرب العالمية الثانية بالألوان  –  منظمات الخدمة النسائية الأمريكية في الحرب العالمية الثانية (WAC و WAVES و ANC و NNC و USMCWR و PHS و SPARS و ARC و WASP)
- مشروع راديو VD في أرشيف WNYC
- مؤلفات خدمة الصحة العامة بالولايات المتحدة في مشروع غوتنبرغ
- Works by or about United States Public Health Service

قالب:HHS content